# Paweł Jan Sapieha
Paweł Jan Sapieha (1609 – Różana, 30 dicembre 1665) è stato un nobile e politico polacco.

## Biografia
Era il figlio di Jan Piotr Sapieha, e di sua moglie, Zofia Wejcherówna. Dopo la morte di suo padre, è stato allevato dalla madre e dopo la sua morte è rimasto sotto la protezione legale di suo fratello Andrzej Stanisław. A causa di carenze finanziarie, non si è laureato al ginnasio di Braniewo, il che era evidente nei suoi scritti (fino alla sua morte scrisse sia in polacco che in latino, ma con molti errori). Nel 1625, si liberò dalla tutela fraterna, andando sotto la protezione del potente cugino di suo padre, Lew. 

## Carriera
Nel 1633 prese parte alle battaglie della guerra di Smolensk, sotto il comando di Krzysztof Radziwiłł. Il 22 marzo 1634, fu gravemente ferito durante l'assedio della fortezza di Belyj. Nel 1635 entrò a corte. Con il sostegno della regina di Polonia Cecilia Renata d'Austria, fu nominato aiutante di campo della Lituania, il 14 febbraio 1638.
Durante la libera elezione del 1648, sostenne la candidatura di Giovanni II Casimiro Vasa e la mobilitazione contro la rivolta di Khmelnytsky. Nel 1649 partecipò all'incoronazione a Cracovia. Nello stesso anno venne eletto presidente della Corte di Lituania.
Sapieha prese parte alla battaglia di Berestečko contro i cosacchi nel 1651. Nell'agosto 1653, fu nominato governatore della provincia di Smolensk, ma non volendo assumersi la responsabilità di una fortezza minacciata dalla Russia, rifiutò. Nel 1654, in disaccordo con Janusz Radziwiłł, non unì le sue truppe a quelle dell'esercito lituano, preferendo combattere al suo fianco contro la rivolta.
Dopo l'invasione della Repubblica da parte degli svedesi a cui si radunò Radziwiłł, Sapieha si ritrovò a capo della nobiltà e parte dell'esercito lituano rimasto fedele a Giovanni II Casimiro che lo nominò, nel marzo 1656, voivoda di Vilnuis e grand hetman della Lituania.
Sapieha schiacciò l'esercito di Radziwiłł a Janów Podlaski, ma non riuscì a fermare l'esercito di Carlo X Gustavo che si stava dirigendo verso Varsavia. A luglio, nonostante i rinforzi del sovrano, gli eserciti polacco e lituano furono sconfitti nella battaglia di Varsavia e dovettero ritirarsi. Dopo questa sconfitta, i rapporti divennero tesi tra Sapieha e il re, che aveva già un altro favorito, Wincenty Korwin Gosiewski. Sapieha, che intendeva mantenere le sue prerogative sul suo subordinato, scrive diverse lettere di protesta al re.
Dopo la conquista del Castello di Tykocin, Sapieha esige dal re il pagamento degli arretrati del salario del suo esercito, nonché le piene prerogative del grand hetman. In risposta, il re condivide il comando dell'esercito tra i due hetman. Sapieha, in seguito, decise di avviare i negoziati per una pace separata con l'Elettore Federico Guglielmo I di Brandeburgo che si era temporaneamente ritirato dalla guerra.
Nella seconda metà del 1658, Sapieha si oppose alla politica di riavvicinamento con la Francia. Il grande hetman vedeva di buon occhio un'alleanza con l'Austria. Inoltre, ricevette solo la metà delle spese sostenute per il suo esercito nelle campagne precedenti. Per ordine del re, prese comunque parte alla spedizione autunnale contro l'esercito di Mosca. In ottobre gli eserciti lituani furono sconfitti nella battaglia di Verkiai. Gosiewski venne catturato. Sapieha cercò di sfruttare la situazione per riprendere il comando dell'esercito di Gosiewski, cedendone una parte a Samuel Kmicic. Questa misura, presa male dal re che accusò Sapieha di voler accelerare la sconfitta del suo hetman preferito, non fa che smorzare ulteriormente i rapporti tra il re e il grande hetman che ora reclamava 730.000 zł come risarcimento aggiuntivo per i costi impegnati nella guerra.
A cavallo tra il 1659 e il 1660, Sapieha era il comandante in capo dell'esercito che cercò di opporsi all'offensiva del principe russo Ivan Andreevič Chovanskij, ma non riuscì a impedirgli di attaccare e dare fuoco alla città di Brėst. Il re lo incolpò molto severamente per questo fallimento e affidò il comando dell'esercito ad Aleksander Połubiński.
Nell'aprile 1660, una confederazione di nobili, guidata da Samuel Kmicic, difese Sapieha davanti alla corte lituana e venne ripristinato al suo ruolo di comandante. Il 28 giugno, Sapieha e Stefan Czarniecki, sconfissero l'esercito russo del principe Chovanskij, nella battaglia di Palonka e poi liberarono gran parte dei territori occupati. Nonostante questi successi, il grande hetman si rese conto che le sue truppe, stanche e non pagate da molto tempo, non combattevano con ardore. Nel gennaio 1661, nonostante l'insistenza del re Sapieha non riescì a riconquistare Vilnius.
Durante il 1662, cercò di allearsi con Jerzy Lubomirski. Nel luglio 1662, mentre cercava di negoziare con le truppe ribelli, Gosiewski venne catturato a tradimento da Konstanty Kotowski che si oppose a qualsiasi accordo che possa aver portato fine all'insurrezione. Sapieha sperò di reclamare il posto di hetman lituano per uno dei suoi sostenitori, ma viene nominato Michał Pac.
La campagna invernale del 1663/1664 contro Mosca fu mediocre. Nell'estate del 1664, Sapieha cercò di convincere il re a concludere una tregua con Mosca. Alla Dieta del 1665, non accettò la condanna di Lubomirski e si rifiutò di usare l'esercito lituano contro di lui.

## Matrimoni

### Primo Matrimonio
Sposò in prime nozze Zofia Zienowiczówna. Ebbero due figli:
- Teodora Aleksandra Sapieha (1639-1678), sposò in prime nozze Władysław Tyszkiewicz e in seconde nozze Aleksander Kristup Naruszewicz;
- Michał Sapieha (1640-?).

### Secondo Matrimonio
Sposò in seconde nozze Anna Barbara Kopciówna (1660-1707). Ebbero otto figli:
- Kazimierz Jan Sapieha (1637–1720)
- Benedykt Paweł Sapieha (1643-12 agosto 1707)
- Franciszek Stefan Sapieha (1643-25 giugno 1686)
- Katarzyna Anna Sapieha (1651-1717), sposò in prime nozze Jan Stanisław Lipski e in seconde nozze Aleksander Michał Lubomirski;
- Konstancja Sapieha (1651-1691), sposò Hieronim Sanguszko, ebbero tre figli;
- Zofia Sapieha
- Teresa Sapieha
- Leon Bazyli Sapieha (1652-1686)

## Morte
Morì a Różana il 30 dicembre 1665 dopo una lunga malattia.

## Cultura
La figura di Paweł Jan è stata rappresentata ne Il diluvio in modo idealizzato. Nel romanzo, Paweł Jan è anche un attivo fondatore della Confederazione di Tyszowce.
In memoria della liberazione di Lublino dall'occupazione svedese il 12 aprile 1656, una delle strade della città è dedicata a lui.